# بوتوريتا
بلدية بوتوريتا (بالإسبانية: Botorrita) هي بلدية تقع في مقاطعة سرقسطة التابعة لمنطقة أراغون شمال شرق إسبانيا.

## الديموغرافيا
بلغ عدد سكان بلدية بوتوريتا 526 نسمة عام 2011 (وفقاً للمعهد الوطني الإسباني للإحصاء).
| 467 | 487 | 482 | 481 | 526 | 540 | 526 |